# Louis-Edouard Roulet
Louis-Edouard Roulet (* 18. Oktober 1917 in Neuenburg NE; † 11. September 1996 in Wien) war ein Schweizer Historiker und Offizier (Oberstbrigadier).

## Leben
Roulet wurde als Sohn eines Angestellten der Post-, Telefon- und Telegrafenbetriebe und einer Bibliothekarin geboren. Von 1937 bis 1943 studierte er Geisteswissenschaften an der Universität Bern und der Universität Genf. 1947 wurde er in Bern promoviert.
In der Zeit von 1945 bis 1960 arbeitete er als Mittelschullehrer in Bern, Delsberg und Neuenburg. Im Anschluss war er Direktor des Séminaire de français moderne. 1961 wurde er Professor für Schweizer Geschichte an der Universität Neuenburg und 1965 an der Universität Bern. Seine Schwerpunkte waren die Französisch-schweizerischen Beziehungen und Militärgeschichte.
Von 1971 bis 1977 war er Präsident der Allgemeinen Geschichtforschenden Gesellschaft der Schweiz (AGGS). Außerdem stand er der Schweizerischen Gesellschaft für Hugenottengeschichte und der Schweizerischen Vereinigung für Militärgeschichte und Militärwissenschaft vor.
Er bekleidete den Dienstgrad eines Oberstbrigadiers in der Schweizerischen Armee.

## Auszeichnungen
- 1986: Ehrendoktor der Universität Paris IV (Université Paris-Sorbonne)
- 1995: Offizier der Ehrenlegion

## Schriften (Auswahl)
- Les pourparlers de paix de 1917 avec l'Autriche-Hongrie: actes du colloque universitaire international de Neuchâtel. Ed. G. Attinger, Hauterive 1994, ISBN 2-88256-067-2.